# Вуд, Анна (гребчиха)
Аннемари Йозефина Кокс-Вуд (нидерл. Annemarie Josefina Cox-Wood; 22 июля 1966, Рурмонд) — голландская и австралийская гребчиха-байдарочница, выступала за сборные Нидерландов и Австралии в середине 1980-х — конце 1990-х годов. Участница четырёх летних Олимпийских игр, дважды бронзовая призёрша Олимпийских игр, трёхкратная чемпионка мира, победительница регат национального и международного значения.

## Биография
Аннемари Кокс родилась 22 июля 1966 года в городе Рурмонде, провинция Лимбург. Активно заниматься греблей на байдарках начала в раннем детстве, проходила подготовку в местном спортивном клубе «Наутилус». 
Первого серьёзного успеха на взрослом международном уровне добилась в 1985 году, когда попала в основной состав голландской национальной сборной и побывала на чемпионате мира в бельгийском Мехелене, откуда привезла награду бронзового достоинства, выигранную в зачёте двухместных байдарок на дистанции 500 метров. Два года спустя успешно выступила на мировом первенстве в немецком Дуйсбурге, где в той же дисциплине стала серебряной призёркой. Благодаря череде удачных выступлений удостоилась права защищать честь страны на летних Олимпийских играх 1988 года в Сеуле — вместе с напарницей Аннемик Деркс завоевала бронзовую медаль в программе двухместных экипажей, проиграв в финале только командам из ГДР и Болгарии.
Вскоре после сеульской Олимпиады Кокс вышла замуж за австралийского гребца Стивена Вуда и, переехав на постоянное жительство в Австралию, под именем Анна Вуд стала выступать за австралийскую гребную команду. В 1991 году она удачно выступила на чемпионате мира в Париже, добыв серебро в пятикилометровой гонке одиночных байдарок. Благополучно прошла квалификацию на Олимпийские игры 1992 года в Барселоне, где, тем не менее, попасть в число призёров не смогла — в двойках остановилась на стадии полуфиналов, тогда как в четвёрках показала в финале восьмой результат. Спустя четыре года отправилась на Олимпиаду в Атланте и добавила в послужной список вторую бронзовую олимпийскую медаль, заняв третье место в двойках совместно с Катрин Борхерт.
В 1997 году на чемпионате мира в канадском Дартмуте Вуд дважды поднималась на пьедестал почёта, получила серебро в двойках на пятистах и тысяче метрах. В следующем сезоне на мировом первенстве в венгерском Сегеде в тех же дисциплинах одержала победу, ещё через год на аналогичных соревнованиях в Милане победила в двойках на километре, став таким образом трёхкратной чемпионкой мира. Последний раз выступала на крупной международной регате в рамках домашних Олимпийских игр 2000 года в Сиднее, где с той же напарницей Катрин Борхерт показала в решающем заезде двоек шестой результат. После этой Олимпиады приняла решение завершить карьеру профессиональной спортсменки, уступив место в сборной молодым австралийским гребчихам.